# Michele di Lando
Michele di Lando (Firenze, 1343 – Lucca, 1401) è stato un politico italiano, protagonista della storia della Firenze Medievale.

## Biografia
La sua figura di protagonista storico emerge nel contesto della rivolta dei Ciompi a Firenze, nel luglio 1378, quando fu eletto Gonfaloniere di Giustizia a rappresentare gli interessi del popolo minuto. Fu lui a creare le tre nuove Arti dei Ciompi, dei Farsettai e dei Tintori.
Trovatosi improvvisamente a gestire un grande potere, fu continuamente bersagliato da richieste sempre maggiori dal popolo magro e fu messo in cattiva luce per l'alleanza con alcuni membri del più ricco popolo grasso (tra i quali, soprattutto Salvestro de' Medici). Già in discredito verso gli operai che rappresentava, fu costretto a prendere misure di repressione contro l'ondata di violenza che essi andavano scatenando, con ritorsioni contro la nobiltà. Nel giro di poche settimane, il malcontento contro la sua figura aumentò, soprattutto quando fu chiesta e non concessa la cancellazione del debito verso i datori di lavoro. Fu allora che i rappresentanti della vecchia oligarchia fecero cerchio per isolare la fazione dei Ciompi. Il "popolo grasso" si alleò con quello minuto, e il 31 agosto un numeroso gruppo di Ciompi, stabilitisi in piazza della Signoria, fu cacciato con facilità dalle forze combinate delle altre Arti fiorentine.
La corporazione dei Ciompi, ormai disgregata internamente e abbandonata dallo stesso Michele di Lando, che diresse la repressione, fu abolita. Michele di Lando fu allontanato attraverso la nomina a capitano di Volterra.